# Maximilian Friedrich von Weichs zu Wenne
Maximilian Friedrich von Weichs zu Wenne auf Brenscheide (* um 1760; † 6. Dezember 1846 in Arnsberg) war Landdrost, Geheimer Rat und Domherr in verschiedenen Bistümern.

## Leben

### Herkunft und Familie
Maximilian Friedrich von Weichs zu Wenne auf Brenscheide entstammte dem Adelsgeschlecht von Weichs, welches seinen Ursprung in Bayern hatte und deren Familienzweige vom 17. Jahrhundert an auch im kurkölnischen Westfalen ansässig geworden waren. Er war der Sohn des Clemens Maria von Weichs zu Wenne auf Brenscheide und dessen Gemahlin Philippina Bernardina von Wrede zu Amecke geboren. Seine Geschwister waren Franz Philipp (Domherr in Paderborn und Geheimer Rat im Hochstift Paderborn), Wilhelm Anton († 1816, Domherr in Hildesheim) und Kaspar Karl (1777–1850, ⚭ mit Maria Anna Reichsgräfin von und zu Hoensbroech).

### Werdegang und Wirken
In den Jahren 1788 und 1789 studierte Maximilian Friedrich an der Georg-August-Universität Göttingen Rechtswissenschaften. 1790 erhielt er vom Kurfürsten Maximilian Franz eine münstersche Dompräbende. Er war auch Domherr in Bamberg. Das Amt des Drosten bekleidete er in Rüden und in Warstein. Die wohl wichtigste Position, die er bekleidete, war das Amt des Direktors bei der Regierung im Großherzogtum Hessen.